# Amphoe Yang Sisurat
Amphoe Yang Sisurat (thaï : ยางสีสุราช) est un amphoe de la province de Maha Sarakham.